# Arondismentul Nîmes
Arondismentul Nîmes (în franceză Arrondissement de Nîmes) este un arondisment din departamentul Gard, regiunea Languedoc-Roussillon, Franța.

## Subdiviziuni

### Cantoane
- Cantonul Aigues-Mortes
- Cantonul Aramon
- Cantonul Bagnols-sur-Cèze
- Cantonul Beaucaire
- Cantonul Lussan
- Cantonul Marguerittes
- Cantonul Nîmes-1
- Cantonul Nîmes-2
- Cantonul Nîmes-3
- Cantonul Nîmes-4
- Cantonul Nîmes-5
- Cantonul Nîmes-6
- Cantonul Pont-Saint-Esprit
- Cantonul Remoulins
- Cantonul Rhôny-Vidourle
- Cantonul Roquemaure
- Cantonul Saint-Chaptes
- Cantonul Saint-Gilles
- Cantonul Saint-Mamert-du-Gard
- Cantonul Sommières
- Cantonul Uzès
- Cantonul Vauvert
- Cantonul Villeneuve-lès-Avignon
- Cantonul La Vistrenque

### Comune
| 1. Aigaliers (30001)                  | 2. Aigues-Mortes (30003)               | 3. Aigues-Vives (30004)                  | 4. Aiguèze (30005)                       |
| 5. Aimargues (30006)                  | 6. Les Angles (30011)                  | 7. Aramon (30012)                        | 8. Argilliers (30013)                    |
| 9. Arpaillargues-et-Aureillac (30014) | 10. Aspères (30018)                    | 11. Aubais (30019)                       | 12. Aubord (30020)                       |
| 13. Aubussargues (30021)              | 14. Aujargues (30023)                  | 15. Bagnols-sur-Cèze (30028)             | 16. Baron (30030)                        |
| 17. La Bastide-d'Engras (30031)       | 18. Beaucaire (30032)                  | 19. Beauvoisin (30033)                   | 20. Bellegarde (30034)                   |
| 21. Belvézet (30035)                  | 22. Bernis (30036)                     | 23. Bezouce (30039)                      | 24. Blauzac (30041)                      |
| 25. Boissières (30043)                | 26. Bouillargues (30047)               | 27. Bourdic (30049)                      | 28. La Bruguière (30056)                 |
| 29. Cabrières (30057)                 | 30. Le Cailar (30059)                  | 31. Caissargues (30060)                  | 32. La Calmette (30061)                  |
| 33. Calvisson (30062)                 | 34. La Capelle-et-Masmolène (30067)    | 35. Carsan (30070)                       | 36. Castillon-du-Gard (30073)            |
| 37. Caveirac (30075)                  | 38. Cavillargues (30076)               | 39. Chusclan (30081)                     | 40. Clarensac (30082)                    |
| 41. Codognan (30083)                  | 42. Codolet (30084)                    | 43. Collias (30085)                      | 44. Collorgues (30086)                   |
| 45. Combas (30088)                    | 46. Comps (30089)                      | 47. Congénies (30091)                    | 48. Connaux (30092)                      |
| 49. Cornillon (30096)                 | 50. Crespian (30098)                   | 51. Dions (30102)                        | 52. Domazan (30103)                      |
| 53. Estézargues (30107)               | 54. Flaux (30110)                      | 55. Foissac (30111)                      | 56. Fons (30112)                         |
| 57. Fons-sur-Lussan (30113)           | 58. Fontanès (30114)                   | 59. Fontarèches (30115)                  | 60. Fournès (30116)                      |
| 61. Fourques (30117)                  | 62. Gajan (30122)                      | 63. Gallargues-le-Montueux (30123)       | 64. Le Garn (30124)                      |
| 65. Garons (30125)                    | 66. Garrigues-Sainte-Eulalie (30126)   | 67. Gaujac (30127)                       | 68. Goudargues (30131)                   |
| 69. Le Grau-du-Roi (30133)            | 70. Générac (30128)                    | 71. Issirac (30134)                      | 72. Jonquières-Saint-Vincent (30135)     |
| 73. Junas (30136)                     | 74. Langlade (30138)                   | 75. Laudun-l'Ardoise (30141)             | 76. Laval-Saint-Roman (30143)            |
| 77. Lecques (30144)                   | 78. Lirac (30149)                      | 79. Lussan (30151)                       | 80. Lédenon (30145)                      |
| 81. Manduel (30155)                   | 82. Marguerittes (30156)               | 83. Meynes (30166)                       | 84. Milhaud (30169)                      |
| 85. Montagnac (30354)                 | 86. Montaren-et-Saint-Médiers (30174)  | 87. Montclus (30175)                     | 88. Montfaucon (30178)                   |
| 89. Montfrin (30179)                  | 90. Montignargues (30180)              | 91. Montmirat (30181)                    | 92. Montpezat (30182)                    |
| 93. Moulézan (30183)                  | 94. Moussac (30184)                    | 95. Mus (30185)                          | 96. Nages-et-Solorgues (30186)           |
| 97. Nîmes (30189)                     | 98. Orsan (30191)                      | 99. Parignargues (30193)                 | 100. Le Pin (30196)                      |
| 101. Pont-Saint-Esprit (30202)        | 102. Pougnadoresse (30205)             | 103. Poulx (30206)                       | 104. Pouzilhac (30207)                   |
| 105. Pujaut (30209)                   | 106. Redessan (30211)                  | 107. Remoulins (30212)                   | 108. Rochefort-du-Gard (30217)           |
| 109. Rodilhan (30356)                 | 110. La Roque-sur-Cèze (30222)         | 111. Roquemaure (30221)                  | 112. La Rouvière (30224)                 |
| 113. Sabran (30225)                   | 114. Saint-Alexandre (30226)           | 115. Saint-André-d'Olérargues (30232)    | 116. Saint-André-de-Roquepertuis (30230) |
| 117. Saint-Bauzély (30233)            | 118. Saint-Bonnet-du-Gard (30235)      | 119. Saint-Chaptes (30241)               | 120. Saint-Christol-de-Rodières (30242)  |
| 121. Saint-Clément (30244)            | 122. Saint-Côme-et-Maruéjols (30245)   | 123. Saint-Dionizy (30249)               | 124. Saint-Dézéry (30248)                |
| 125. Saint-Geniès-de-Comolas (30254)  | 126. Saint-Geniès-de-Malgoirès (30255) | 127. Saint-Gervais (30256)               | 128. Saint-Gervasy (30257)               |
| 129. Saint-Gilles (30258)             | 130. Saint-Hilaire-d'Ozilhan (30260)   | 131. Saint-Hippolyte-de-Montaigu (30262) | 132. Saint-Julien-de-Peyrolas (30273)    |
| 133. Saint-Laurent-d'Aigouze (30276)  | 134. Saint-Laurent-de-Carnols (30277)  | 135. Saint-Laurent-des-Arbres (30278)    | 136. Saint-Laurent-la-Vernède (30279)    |
| 137. Saint-Mamert-du-Gard (30281)     | 138. Saint-Marcel-de-Careiret (30282)  | 139. Saint-Maximin (30286)               | 140. Saint-Michel-d'Euzet (30287)        |
| 141. Saint-Nazaire (30288)            | 142. Saint-Paul-les-Fonts (30355)      | 143. Saint-Paulet-de-Caisson (30290)     | 144. Saint-Pons-la-Calm (30292)          |
| 145. Saint-Quentin-la-Poterie (30295) | 146. Saint-Siffret (30299)             | 147. Saint-Victor-des-Oules (30301)      | 148. Saint-Victor-la-Coste (30302)       |
| 149. Saint-Étienne-des-Sorts (30251)  | 150. Sainte-Anastasie (30228)          | 151. Salazac (30304)                     | 152. Salinelles (30306)                  |
| 153. Sanilhac-Sagriès (30308)         | 154. Sauveterre (30312)                | 155. Sauzet (30313)                      | 156. Saze (30315)                        |
| 157. Sernhac (30317)                  | 158. Serviers-et-Labaume (30319)       | 159. Sommières (30321)                   | 160. Souvignargues (30324)               |
| 161. Tavel (30326)                    | 162. Théziers (30328)                  | 163. Tresques (30331)                    | 164. Uchaud (30333)                      |
| 165. Uzès (30334)                     | 166. Vallabrix (30337)                 | 167. Vallabrègues (30336)                | 168. Valliguières (30340)                |
| 169. Vallérargues (30338)             | 170. Vauvert (30341)                   | 171. Verfeuil (30343)                    | 172. Vergèze (30344)                     |
| 173. Vers-Pont-du-Gard (30346)        | 174. Vestric-et-Candiac (30347)        | 175. Villeneuve-lès-Avignon (30351)      | 176. Villevieille (30352)                |
| 177. Vénéjan (30342)                  |                                        |                                          |                                          |